# Кушан, Мансур
Мансур Кушан (перс. منصور کوشان‎,
1948, Исфахан, Иран — 2014, Ставангер, Норвегия) — иранский писатель
, поэт, драматург, эссеист, редактор, театральный режиссёр, литературный критик. Лауреат премии Карла Осецкого (2010) за выдающуюся деятельность в области прав человека и свободы выражения мнений.
В Иране работал редактором независимых литературных периодических изданий Iran, Donyaye Sokhan, Takapou и Adineh.
Участвовал в создании независимой ассоциации иранских писателей, находился в оппозиции к режиму в Иране.
В 1998 году был приглашен в Осло на норвежский форум по вопросам свободы слова по случаю 50-й годовщины принятия Декларации ООН о правах человека, выступал там с лекциями. Во время его пребывания в Норвегии двое его лучших друга-журналиста были похищены и убиты в Тегеране, М. Кушану стало известно, что его имя значится в списках разыскиваемых полицией. Вынуждено оставался в Осло до 2000 года, когда его пригласили в Ставангер в качестве художественного руководителя и режиссёра Театра Сёльвберга, где он поставил ряд пьес зарубежных авторов.
В последние годы был редактором литературного ежеквартальника Jonge Zaman.
Автор более 40 сборников стихов, рассказов, романов, аналитических материалов и пьес, а также сотни эссе в области культуры, литературы, общественно-политическим вопросам.
Награждён литературной премией Ирана за теоретический анализ произведений норвежского драматурга Г. Ибсена.
Умер от рака желудка в феврале 2014 года.

## Избранные публикации
- 2001 Mørk måne (роман)
- 2002 Satans elskerinne (роман)
- 2003 Kvinne ikke kvinne, mann ikke mann (пьеса)
- 2004 Det vinduet mot verden (поэзия)
- 2005 Stiller Gesang im Exil (новеллы)
- 2006 Ibsens labyrinter (критика)